# تئوش
شهر تئوش (به رومانیایی: Teiuş) در شهرستان البه در کشور رومانی واقع شده‌است. جمعیت این شهر ۷٬۳۳۸ نفر  است.

## نگارخانه

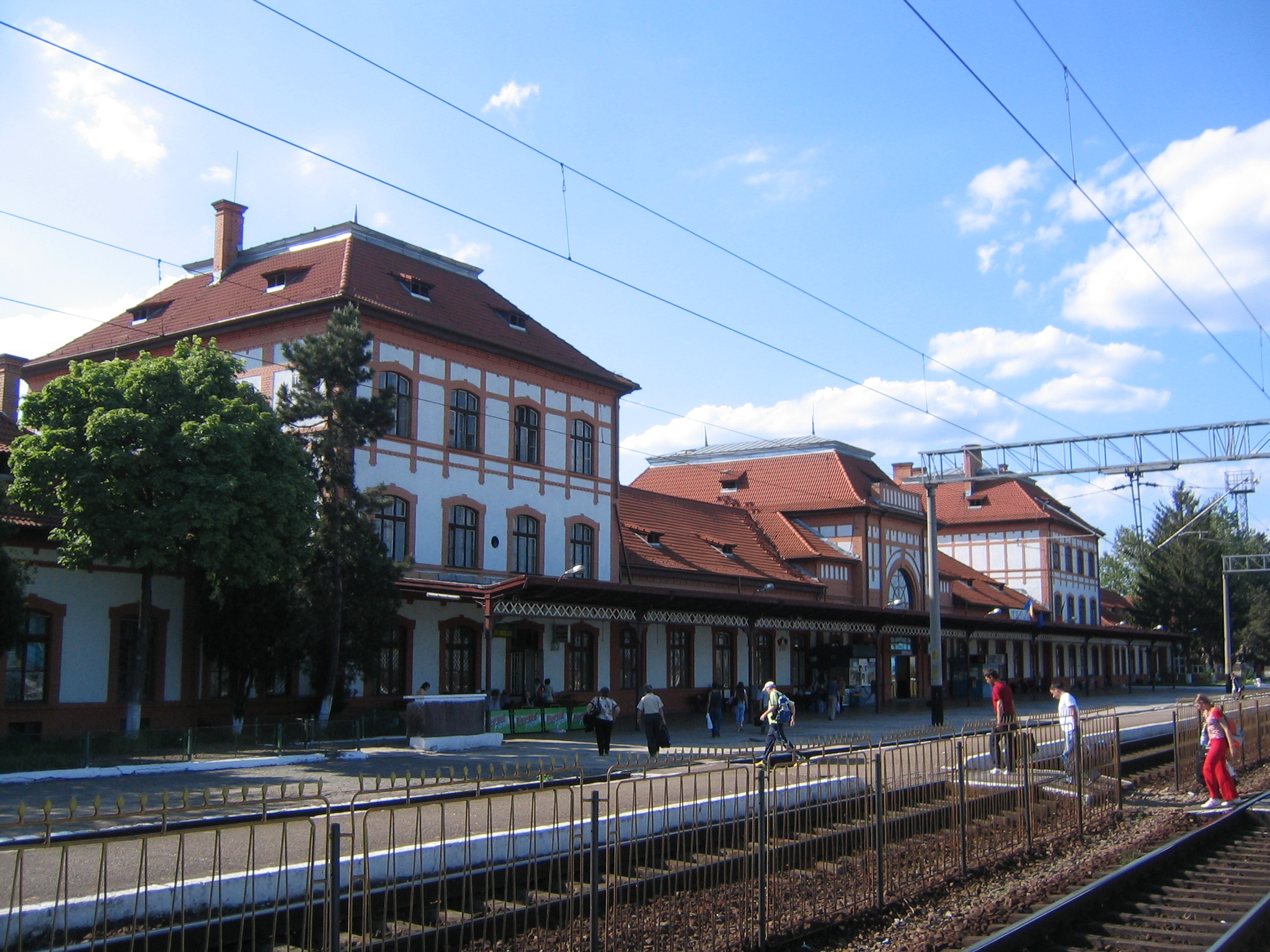
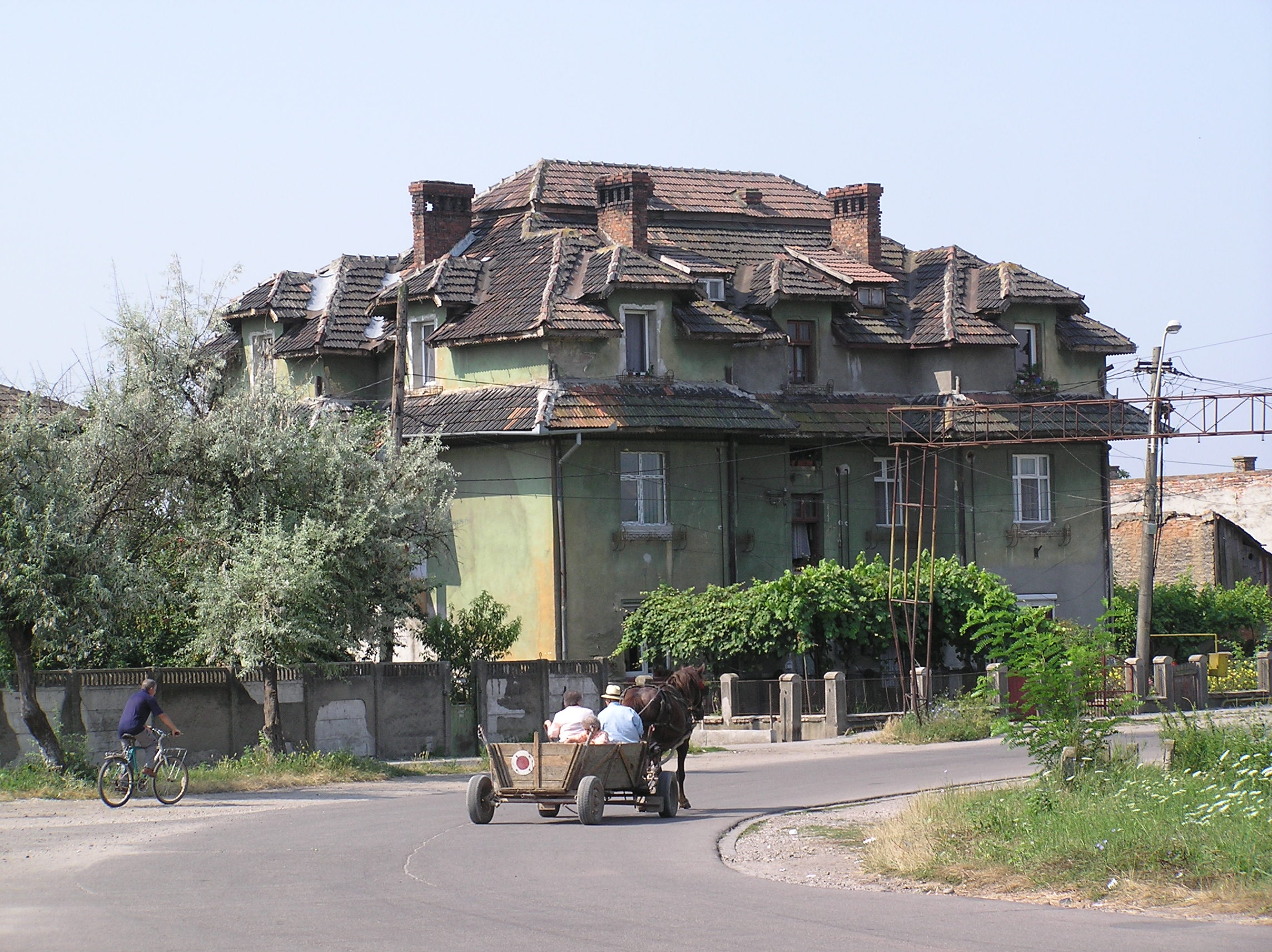
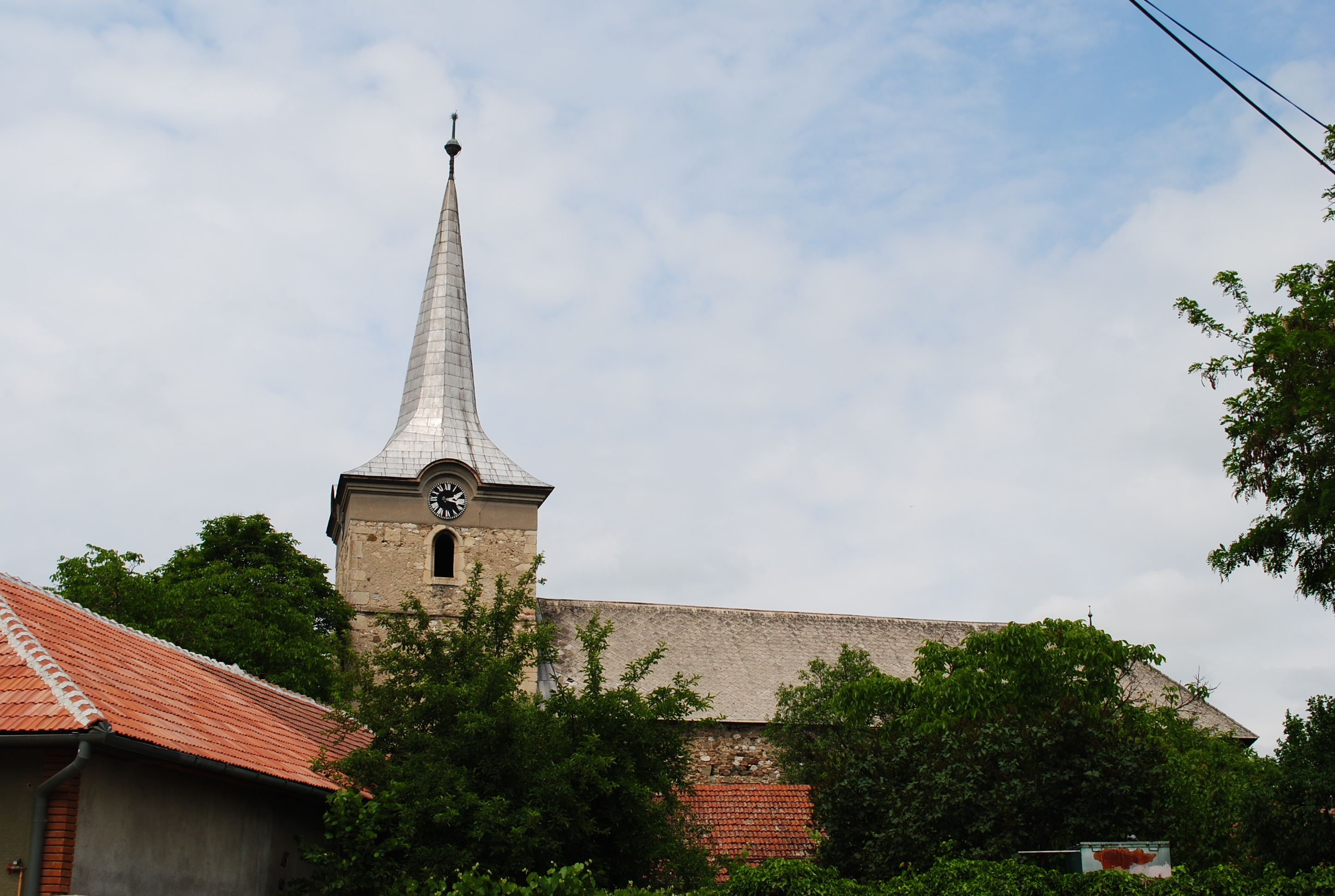
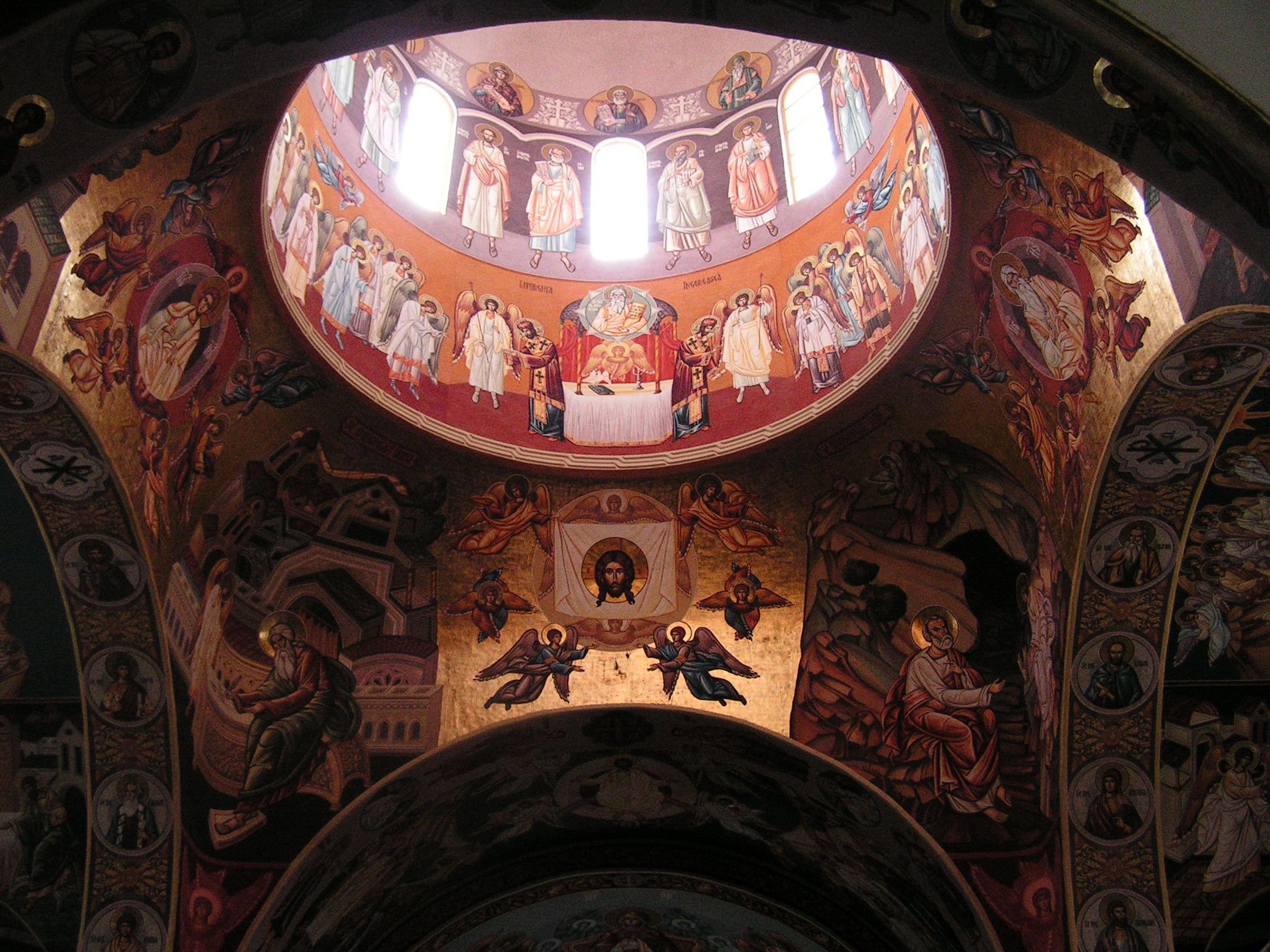